# Branislav Hrnjiček
Branislav Hrnjiček (ur. 5 czerwca 1908 w Belgradzie, zm. 2 lipca 1964 tamże) – jugosłowiański piłkarz, reprezentant kraju, grający na pozycji napastnika

## Kariera piłkarska
Całą swoją karierę piłkarską Hrnjiček spędził w Belgradzie, grając głównie w SK Jugoslavija Belgrad; wyjątkiem są dwa sezony, które spędził grając w latach 1930–1932 w BSK Beograd.
Hrnjiček w drużynie narodowej zadebiutował 6 października 1929 w przegranym 1:2 meczu z Rumunią w Bukareszcie. 13 kwietnia 1930 strzelił jedyną bramkę w kadrze w wygranym 6:1 meczu z Bułgarią. 
W tym samym roku został powołany przez trenera Boško Simonovicia na Mistrzostwa Świata. Jugosławia zajęła na turnieju 4. miejsce, Hrnjiček nie rozegrał ani jednego meczu. Ostatni mecz w zespole Jugosławii zagrał 3 sierpnia 1930 w Buenos Aires. Przeciwnikiem była Argentyna, a spotkanie zakończyło się porażką Jugosławii 1:3. Łącznie w reprezentacji w latach 1929–1930 wystąpił w 5 spotkaniach i strzelił jedną bramkę.
| Mecze i gole w reprezentacji | Mecze i gole w reprezentacji | Mecze i gole w reprezentacji | Mecze i gole w reprezentacji | Mecze i gole w reprezentacji | Mecze i gole w reprezentacji | Mecze i gole w reprezentacji |
| #                            | Data                         | Miasto                       | Przeciwnik                   | Gol                          | Wynik                        | Rozgrywki                    |
| ---------------------------- | ---------------------------- | ---------------------------- | ---------------------------- | ---------------------------- | ---------------------------- | ---------------------------- |
| 1.                           | 06.10.1929                   | Bukareszt                    | Rumunia                      |                              | 1:2                          | Balkan Cup                   |
| 2.                           | 28.10.1929                   | Praga                        | Czechosłowacja               |                              | 3:4                          | towarzyski                   |
| 3.                           | 26.01.1930                   | Ateny                        | Grecja                       |                              | 1:2                          | Balkan Cup                   |
| 4.                           | 13.04.1930                   | Belgrad                      | Bułgaria                     | Gol                          | 6:1                          | towarzyski                   |
| 5.                           | 03.08.1930                   | Buenos Aires                 | Argentyna                    |                              | 1:3                          | towarzyski                   |

## Kariera trenerska
Po zakończeniu kariery piłkarskiej przez pewien czas pracował w Izraelu jako trener piłki nożnej. W latach 1953–1954 prowadził drużynę FK Željezničar. Zmarł w wieku 56 lat, przygotowując się do kontynuowania kariery trenerskiej w Niemczech.

## Sukcesy
SK Jugoslavija Belgrad
- Puchar Jugosławii (1): 1935/36